# Lannecaube
Lannecaube é uma comuna francesa na região administrativa da Nova Aquitânia, no departamento dos Pirenéus Atlânticos. Estende-se por uma área de 8,5 km². Em 2010 a comuna tinha 159 habitantes (densidade: 18,7 hab./km²).